# المعهد العالي للنقل وخدمات الاتصال بسوسة
المعهد العالي للنقل وخدمات الاتصال بسوسة هو إحدى المؤسسات العليا التابعة لجامعة سوسة، وقد أحدث بمقتضى الأمر عدد 2001-2495 المؤرخ في 31 أكتوبر 2001. 

شعار المعهد العالي للنقل وخدمات الاتصال بسوسة

## أرقام
طبقا لأرقام السنة الدراسية 2007-2008 يدرس بها 1529 طالبا من بينهم 748 طالبة. وقد أصبح العدد الجملي للطلبة بالنسبة للسنة الدراسية 2008-2009 في حدود 1382. أما عدد الأساتذة فقد بلغ 89 من مختلف الأصناف.

## الشهادات
يحصل الطالب المتخرج من المعهد على إحدى الشهادات التالية:
- بالنسبة للنظام القديم:
  - الأستاذية في علوم النقل وخدمات الاتصال (نظام قديم)
- بالنسبة لنظام الإجازة الماجستير الدكتوراه (إمد):
  - الإجازة التطبيقية : تكنولوجيات النقل وخدمات الاتصال
  - الإجازة التطبيقية : هندسة خدمات الاتصال
  - الإجازة التطبيقية : تكنولوجيات النقل
  - الإجازة الأساسية: علوم النقل وخدمات الاتصال
  - ماستير بحث علوم النقل وخدمات الاتصال
  - ماستير مهني خدمات والتصرف في النقل

## وصلات خارجية
- موقع المعهد العالي للنقل وخدمات الاتصال بسوسة.